# Szeptyćkyj (stacja kolejowa)
Szeptyćkyj (ukr. Шептицький) – stacja kolejowa w Szeptyckim, w obwodzie lwowskim, na Ukrainie. Jest częścią administracji Kolei Lwowskiej. Znajduje się na linii Lwów – Kowel.
Stacja obsługuje głównie ruch regionalny między Lwowem i Rawą Ruską.

## Historia
Stacja została otwarta 23 listopada 1887 roku wraz z linią Jarosław-Sokal. Początkowo nazywała się Krystynopol. W 1964 roku przemianowano ją na Czerwonohrad, a 23 stycznia 2025 roku wprowadzono nazwę Szeptyćkyj.
Na stacji zatrzymuje się pociąg dalekobieżny Kijów-Lwów i Lwów-Kijów. Przez stację przechodzi także sześć par podmiejskich pociągów (do Lwowa, Sokala, Rawy Ruskiej i Kowla).

## Linie kolejowe
- Linia Sapieżanka – Kowel
- Linia Rawa Ruska – Czerwonogród